# Igrometro a capello

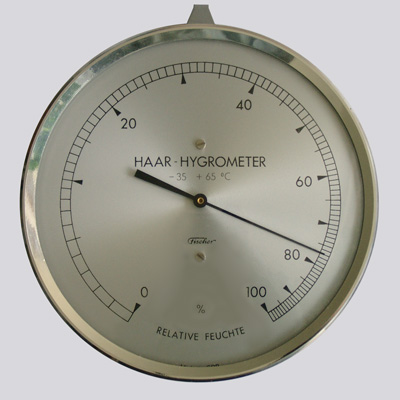
Quadrante di un igrometro a capello di marca tedesca.

L'igrometro a capello, noto anche come igrometro di Saussure o polimetro di Lambrecht, è uno strumento che misura l'umidità ambientale, che si basa sulla variazione della lunghezza di un ciuffo di capelli al variare dell'umidità relativa.

## Descrizione

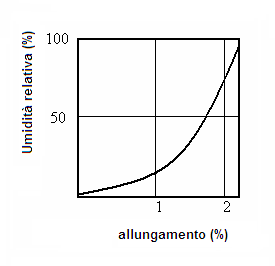
Diagramma che indica l'allungamento dei capelli (%) in relazione all'umidità relativa (%).

Il capello è accuratamente sgrassato (ad esempio con etere), montato verticalmente nello strumento per prevenire problemi di accuratezza e stabilità della misura, dovuti ad effetti di sospensione (raccolta di umidità sul capello).
L'estremità superiore è fissata, tramite una pinzetta, ad una vite di taratura che, regolandone la tensione, permette di calibrare lo strumento.
La parte inferiore è avvolta sul tamburo della lancetta dello strumento stesso.
In condizioni di bassa umidità, il capello tende ad accorciarsi proporzionalmente ai valori di umidità relativa ambientale, rendendo possibile così la misurazione.

## Principio di funzionamento e caratteristiche

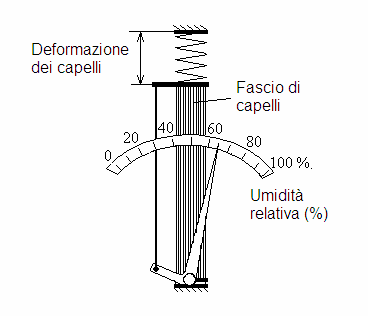
Sezione e schema di funzionamento di un igrometro a capello.

Il capello umano, se esposto a un'umidità relativa compresa tra il 2,5% e il 100%, subisce un allungamento all'aumentare dell'umidità.
La variazione non è esattamente proporzionale rispetto all'umidità relativa.
Per lo strumento viene utilizzato un fascio di capelli biondi, sgrassati, fissi a una estremità e collegati all'altra estremità a un sistema di leve meccaniche che trasmette la deformazione dei capelli stessi. Tale variazione poi è registrata grazie ad una punta scrivente ed un congegno ad orologeria (igrografo), o trasformata in impulsi elettrici (poi elaborati con strumenti elettronici).
L'igrometro a capello, per la sua semplicità e per il costo relativamente basso, viene spesso utilizzato per costruire casette segnatempo.
Lo strumento non è però preciso e nei modelli esclusivamente meccanici può comportare errori del 5-10%, in parte riducibili con opportune tabelle che rendono conto della non linearità della variazione della lunghezza dei capelli. A temperature molto fredde, inferiori ai -30 °C, lo strumento non funziona per nulla per via del congelamento delle fibre cheratinose del capello.
L'errore dipende dalla temperatura a cui si opera: secondo uno studio del 1896 gli errori sono compresi tra l'1% e il 3% per percentuali dal 20% all'85%, ma sotto il 20% e sopra l'85% gli errori possono arrivare fino al 10%. Risultati più precisi sono contenuti nella seguente tabella, basata su un confronto tra i valori di un igrometro a capello e quelli di un termometro a bulbo bagnato e un termometro a bulbo secco:
| Percentuali di umidità | Probabile errore massimo | Errore ordinario |
| ---------------------- | ------------------------ | ---------------- |
| 0-10%                  | 10%                      | Da 0 a 6%        |
| 10-20%                 | 6%                       | Da 0 a 4%        |
| 20-30%                 | 4%                       | ±3%              |
| 30-40%                 | 3%                       | ±2%              |
| 40-50%                 | 2%                       | ±1%              |
| 50-60%                 | 3%                       | ±2%              |
| 60-70%                 | 3%                       | ±2%              |
| 70-80%                 | 4%                       | ±3%              |
| 80-90%                 | 4%                       | ±3%              |
| 90-100%                | 7%                       | Da 0 a 5%        |

Per quanto riguarda la velocità di reazione ai mutamenti di umidità, secondo il medesimo studio del 1896 una variazione di umidità del 15% viene registrata in un tempo variabile da 5 a 25 minuti, necessari affinché il capello si allunghi o si contragga fino a segnare l'umidità esatta, sempre tenendo conto degli errori di cui sopra; la contrazione richiede più tempo dell'allungamento e una qualunque variazione richiede più tempo quando il livello di umidità è basso rispetto a quando è alto.
Di tanto in tanto lo strumento va tenuto in aria satura, così si rigenera (se è esposto all'aperto tale rigenerazione avviene normalmente di notte e non pone problemi). Inoltre lo si sottopone a taratura: nei tipi più semplici, la taratura va effettuata sovente mettendo lo strumento per circa mezz'ora in un panno bagnato e regolando l'indice su 95%.